# Vermessung und Benennung des Mount Everest
Die Vermessung und Benennung des Mount Everest war eine Abfolge von Ereignissen, die sich über mehrere Jahre von 1845 bis 1858 hinzog.

## Vorgeschichte
Der Himalaya war den Europäern lange so gut wie unbekannt, da Nepal und Tibet für Europäer verschlossen waren. Von Indien aus waren zwar in großer Ferne schneebedeckte Gipfel zu sehen, deren Lage und Höhe aber nicht auszumachen waren und die je nach dem Standpunkt des Betrachters immer wieder anders aussahen. Kam man näher, verschwanden sie schnell hinter anderen Bergen (so ist beispielsweise von Kathmandu aus lediglich der Lhotse zu sehen, überragt dabei aber scheinbar keinen der umliegenden Berge). Die einheimische Bevölkerung und die Händler und Pilger, die den Himalaya auf wenigen, in Höhen von weit über 5000 m reichenden Pfaden überquerten, kannten zwar die Berge vom Sehen, waren an ihrer exakten Lage aber nicht interessiert. Es gab keinerlei exakte Beschreibung der Lage und keine Karte, in der die Berge verzeichnet waren. Bis ins 19. Jahrhundert war die 1717 von Jean-Baptiste Régis erstellte und von Jean-Baptiste Bourguignon d’Anville 1835 überarbeitete Karte, die auf den Angaben zweier nach Tibet entsandter Lamas beruhte, die beste Karte – aber sie zeigte nur Reihen schematisierter kleiner Bögen anstelle einzelner Berge. Selbst die genaue Lage Lhasas war unbekannt.
Die Große Trigonometrische Vermessung Indiens, die William Lambton 1802 im Auftrag der British East India Company im Süden des Subkontinents begonnen hatte, war unter seinem Nachfolger George Everest 1834 zwar in Dehradun am Fuße des Himalaya angekommen. Everest konzentrierte sich aber auf die Fertigstellung der Messung des großen Meridianbogens von der Südspitze Indiens bis Dehradun. Nach deren Fertigstellung trat er in den Ruhestand und kehrte 1843 nach England zurück. Er hat deshalb die mehr als 900 km entfernten Berge im Osten Nepals nie gesehen.

## Vermessung der Himalayagipfel,Entdeckungdes Peak XV

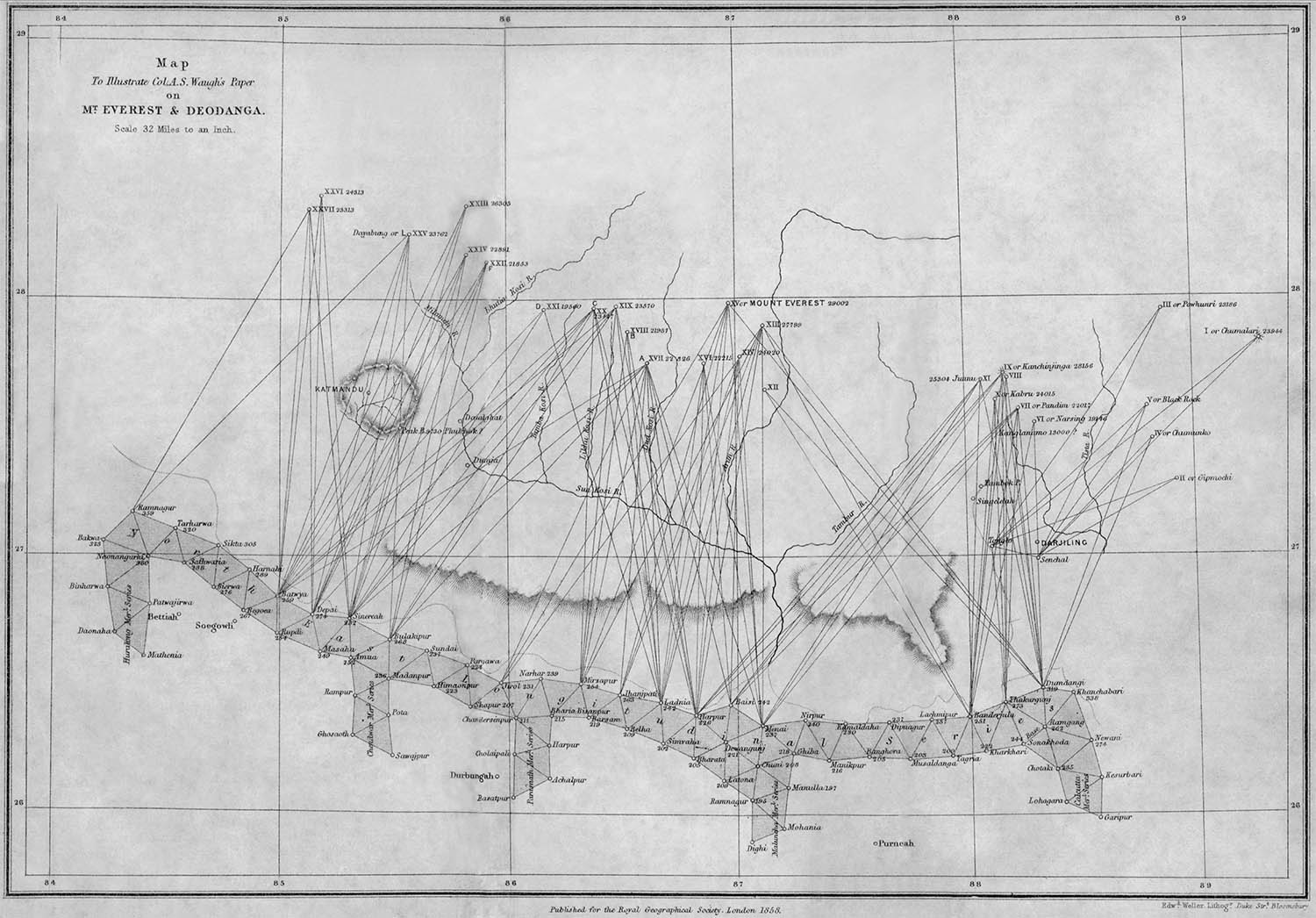
Triangulation entlang des Himalaya und Peilungen auf seine Gipfel

Everests Nachfolger Andrew Scott Waugh unternahm Vermessungsarbeiten von Dehradun nach Osten entlang des Himalaya bis in die Region südlich von Darjeeling. Da die nepalesische Regierung keinen Zugang zu ihrem Territorium gewährte, mussten die Arbeiten an der längsten der zahlreichen Triangulationsserien zwischen 1845 und 1850 mit großen Verlusten durch die malariaverseuchten Dschungel- und Sumpfgebiete des Terai am Fuße des Himalaya geführt werden. Dabei starben in einer einzigen Saison 40 indische Mitarbeiter. Von den britischen Vermessern erkrankte fast die Hälfte am Dschungelfieber und starb vor Ort oder in den folgenden Jahren.
Die verschiedenen Vermessungstrupps nahmen auch Peilungen zu den gelegentlich in weiter Ferne sichtbaren weißen Gipfeln vor. Bei diesen einseitigen Peilungen war es natürlich weder möglich, die Entfernung des anvisierten Gipfels noch seine Höhe festzustellen. Die einzelnen Vermesser gaben den angepeilten Gipfeln in ihren Aufzeichnungen zunächst individuelle Bezeichnungen wie zum Beispiel peak b. Erst bei der Auswertung der Daten und Berichte war es möglich, die Peilungen auf Plänen zu Dreiecken zu verbinden. Während bei den Triangulationsserien meist Dreiecke mit Kantenlängen von etwa 30 bis 50 km (19 bis 31 Meilen) und nicht mehr als 100 km (62 mi.) vermessen wurden, ergaben sich nun Dreiecke mit Kantenlängen zwischen 130 km und mehr als 220 km. Auf diese Weise konnte die Lage von 79 Gipfeln auf einem fast leeren Kartenblatt einigermaßen genau eingezeichnet werden. Nur 31 Gipfel waren namentlich bekannt, die anderen wurden nun mit römischen Ziffern durchnummeriert. Dabei wurde peak b zum Peak XV, der von sieben verschiedenen Vermessungspunkten aus anvisiert worden war, die über eine Strecke von mehr als 220 km verteilt waren. Während man bisher zunächst den Dhaulagiri, später den Kangchendzönga als höchsten bekannten Berg angesehen hatte, entstand nun die Annahme, dass Peak XV noch höher sei.
Der von Everest 1831 als mathematischer Gehilfe eingestellte und mittlerweile zum Chief Computor des Survey of India aufgestiegene Radhanath Sikdar stellte nun umfangreiche und komplexe Berechnungen an, bei denen Fehlerquellen wie die Lichtbeugung sowie Temperatur- und Luftdruckschwankungen so weit wie damals möglich berücksichtigt wurden – zu einer Zeit, als Rechenschieber noch nicht verbreitet waren. 1852 kam er zu dem Ergebnis, dass Peak XV mit 29.002 Fuß (etwa 8840 Meter) der höchste der angepeilten Gipfel und damit wahrscheinlich der höchste Berg der Welt sei. Andrew Waugh scheute jedoch zunächst davor zurück, dieses Ergebnis zu veröffentlichen, da es ihm aufgrund der großen Entfernung nicht ausreichend sicher zu sein schien. Erst nach zahlreichen Überprüfungen und Kontrollrechnungen teilte er schließlich in einem Schreiben an die Royal Geographical Society vom 1. März 1856 mit, dass der Peak XV wahrscheinlich der höchste Berg der Welt sei und eine Höhe von 29.002 Fuß (8840 m) habe.

## Benennung des Mount Everest
Mit den Vermessungen waren zwar die Koordinaten des höchsten aller Berge einigermaßen genau bestimmt worden, aber sein konkretes Umfeld, wie benachbarte Berge, Flüsse, Pfade und die nächsten Dörfer blieben unbekannt.
George Everest hatte es zur Regel gemacht, alle geographischen Objekte mit ihren einheimischen Namen zu benennen. Auch sein Nachfolger Andrew Waugh hielt sich an diese Regel. Er betonte dies auch in seinem Schreiben an die Royal Society, aber im Fall des Peak XV sei aus der großen Entfernung nicht mit Sicherheit festzustellen gewesen, wie die örtliche Bevölkerung ihn nenne. Deshalb habe er ihn zu Ehren seines Vorgängers Mont Everest genannt. Der Versammlung der Royal Geographical Society vom 11. Mai 1857, in der Waughs Schreiben verlesen wurde, lag auch ein Schreiben von Brian Houghton Hodgson vor, des britischen Gesandten in Kathmandu, Nepal, dass doch der örtliche Name bekannt sei, nämlich Déodúngha bzw. Dévadúngha (Heiliger Berg). Die Versammlung nahm Waughs Vorschlag jedoch zustimmend zur Kenntnis. Der anwesende George Everest zeigte sich dankbar für die Ehre, gab jedoch zu bedenken, dass sein Name in Indien nicht ausgesprochen und weder auf Hindi noch auf Persisch geschrieben werden könne. Es blieb jedoch bei der Benennung mit Mount Everest.
Andrew Waugh wandte sich in einem späteren Schreiben vom 5. August 1857, das in der Sitzung der Royal Geographical Society vom 11. Januar 1858 verlesen wurde, gegen Hodgsons Ansicht, dass der örtliche Name bekannt sei. Hodgson argumentiere nur vom Hörensagen, er selbst habe den Berg nie gesehen. Hodgson spreche nur von einem Berg und nehme nicht zur Kenntnis, dass dort mehrere Berge dicht nebeneinander stünden. Der von Hodgson genannte Name könne daher einen der vermessenen Berge bezeichnen oder aber einen, den man noch gar nicht gesehen habe. Das könne nur durch eine richtige Vermessung vor Ort geklärt werden. Seine Mitarbeiter hätten im Übrigen unabhängig voneinander erklärt, dass es aufgrund der großen Entfernung nicht möglich sei, die Identität von Mount Everest mit dem von Hodgson genannten Deodangha festzustellen.
Das Schreiben wurde in der Sitzung offenbar nicht weiter diskutiert. Der Präsident der Royal Geographical Society schloss mit anerkennenden Worten für die Benennung des höchsten Berges der Welt mit dem Namen Everest.
Es ist eine Ironie der Geschichte, dass der Berg zwar heute weltweit nach George Everest benannt ist, aber in der falschen Aussprache, denn die Familie Everest sprach sich „Eve-rest“ („Eve“ wie „Abend“ mit langem „i“) aus.